# Nathaniel Torporley
Nathaniel Torporley (* 1564 in Shropshire; † 1632 in London) war ein britischer Mathematiker, Geistlicher, Astronom und Astrologe. Er war Nachlassverwalter von Thomas Harriot.
Torporley ging in Shrewsbury (was möglicherweise auch sein Geburtsort war) zur Schule und studierte ab 1581 am Christ Church College der Universität Oxford, wobei er als Plebejer geführt wurde (das heißt nicht-adliger Student). 1583 oder 1584 erhielt er seinen Bachelor-Abschluss (B.A.) und 1591 seinen Master-Abschluss (M.A.) am Brasenose College. Danach wurde er Geistlicher und war 1608 bis 1622 Rektor von Salwarpe in Worcestershire. Er wurde auch 1611 als Rektor in Liddington in Wiltshire erwähnt, war aber überwiegend im Sion College in London. Sein Patron war der wissenschaftlich interessierte Henry Percy, 9. Earl of Northumberland, der ihm auch jahrelang eine Pension zahlte.
1605 wurde er im Rahmen des Gunpowder Plot verhört, weil er ein Horoskop über den König erstellt hatte. Danach war er einige Jahre in Frankreich bei dem Mathematiker François Viète und diente diesem als Sekretär. Er starb im Sion College, dem er seinen Nachlass an Büchern, Manuskripten und Instrumenten vermachte. Heute befinden sie sich teilweise in der Lambeth Palace Library, darunter auch Manuskripte, die auf Harriots mathematischen Schriften aufbauen und in denen Torporley das darstellt, was seiner Meinung nach Harriots Algebra-Buch enthalten habe (Congestor analyticus, Summary u. a.). Er war von Harriot mit der Herausgabe von dessen Artis Analyticae Praxis beauftragt, die Arbeit übernahm dann aber überwiegend Walter Warner.
Sein Buch Diclides coelometricae, seu valvae astronomicae universales von 1602 wurde später wegen seiner rätselhaften Notation und des verschrobenen Inhalts zum Beispiel von Augustus de Morgan heftig kritisiert, obwohl er ihm eine mögliche Priorität von Napiers Regeln in der sphärischen Trigonometrie einräumt. Auch der Astronom Jean-Baptiste Joseph Delambre (Astronomie moderne, 1821) beklagte die Obskurität und Unverständlichkeit des Buches. Das Buch enthält mathematische Tabellen und einen mathematisch-astrologischen Text voller Allegorien (auch in den Bildern) und Metaphern und teilweise in Gedichtform. Der mathematische Teil behandelt anscheinend sphärische Trigonometrie, wie sie für astronomische Rechnungen nötig ist.